# Чаккиев, Иван Максимович
Иван Максимович Ча́ккиев (1918—1961) — механизатор, Герой Социалистического Труда (1957).

## Биография
Учился в Петрозаводской школе-интернате, с 13-ти лет трудился на шпалозаводе.
После окончания курсов трактористов, работал в 1933—1939 годах механиком на предприятиях Медвежьегорского района Карелии.
Участник Советско-финской и Великой Отечественной войн. Награждён Орденом Красной Звезды. Демобилизован в 1942 году по инвалидности, проходил курс лечения в Новосибирской области.
С 1946 году в Карелии, работал механиком, бригадиром тракторной бригады в Паданском леспромхозе. Инициатор организации бригад по ремонту лесозаготовительной техники непосредственно на лесных делянках.